# Åke Lilljebjörn
Åke Lilljebjörn, född 23 september 1962 i Ludvika, är en svensk före detta ishockeymålvakt och ishockeytränare.
Åke Lilljebjörn startade sin karriär elitserien säsongen 1981/1982 när han spelade för Brynäs IF. Efter det spelade han med AIK Ishockey, Västra Frölunda HC samt Leksands IF, där han gjorde sista match i Elitserien 1998 innan o flyttade utomlands till Reims HC i Frankrike, därefter italienska klubben Merano, det blev även spel i Düsseldorf i Tyskland, Vålerängen Oslo i Norge, och i London Knights och ligan i Storbritannien. 
Han har representerat Sverige i landslaget 71 gånger. Han blev världsmästare 1987, och var med i truppen för Sverige i Canada Cup 1987, där laget gick till semifinal. Draftades av Pittsburgh Penguins NHL 1987.  Han har erhållit Stora Grabbars Märke i ishockey med nummer 135.
Åke Lilljebjörn har varit tränare för Björbo IF, Valbo AIF Hockey, HC Merano i Italien, Alfta IF, Söderhamn/Ljusne, Tierp, Merano HC Italien, Brynäs IF Damlag och ungdomstränare i Pergine Italien.

## Meriter
- Svenskt rekord i antalet hållna nollor under en säsong 5 st 1985
- Elitseriens bästa räddningsprocent 1994
- Svenskt rekord i Mest antal hållna nollor totalt 18 st 1994
- Seriesegrare Elitserien Leksands IF 1994
- Norska all-star-team 2000
- Canada Cup-brons 1987
- VM-guld 1987
- kopia av Svenska Dagbladets guldmedalj 1987
- VM-silver 1986
- JEM-brons 1981
- Europacup-brons för klubblag Düsseldorf 1996
- Italiensk mästare Merano HC 1999
- EM-brons för Veteraner med Tre Kronor 2016 World Legends

## Klubbar
- Ludvika HC 1978-1979 Division 1
- Mora IK 1979-1981 Division 1
- Brynäs IF 1981-1987 Elitserien
- AIK Ishockey 1987-1990 Elitserien
- Västra Frölunda HC 1990-1992 Elitserien/Division 1
- Leksands IF 1992-1995 Elitserien
- HC Reims, 1995-1996, Franska ligan
- Düsseldorfer EG, 1996-1997, Tyska ligan
- Leksands IF 1997-1998 Elitserien
- HC Merano 1998-1999 Alpenliga/Serie A
- Vålerenga IF 1999-2000 Elitserien Norge
- HC Merano 2000-2002 Coppa Italia/Serie A
- London Knights 2002-2003 Super League Storbritannien